# Kid Ink

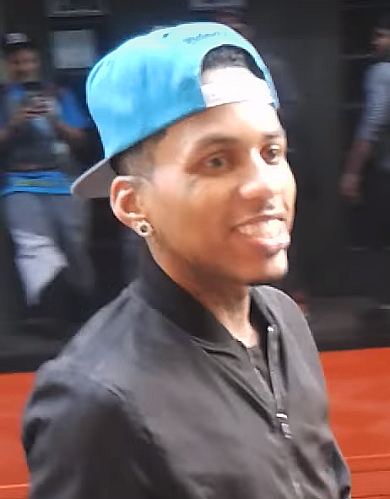
Kid Ink in Prag während seiner „My Own Lane Tour“ (2014)

Brian Todd Collins (* 1. April 1986 in Los Angeles, Kalifornien) ist ein US-amerikanischer Rapper, R&B-Sänger, Produzent und Songwriter. Bekannt ist er unter seinem Künstlernamen Kid Ink, der auf seine zahlreichen Tätowierungen anspielt.

## Karriere

### 2010–2012: Musikalische Anfänge, Erster Erfolg:Up & Away
Erste Bekanntheit erlangte Collins durch das Mixtape World Tour, das er unter dem Pseudonym Rockstar im Februar 2010 veröffentlichte. Als Produzent wirkte DJ ill Will mit, der ihn nach dem Erfolg des Mixtapes bei seinem Independent-Label „Tha Alumni Group“ unter Vertrag nahm. Collins änderte daraufhin seinen Künstlernamen erstmals zu Kid Ink. Am 15. November erschien sein zweites Mixtape Crash Landing unter seinem neuen Pseudonym. Im Sommer 2011 erschien das Mixtape Daydreamer zum kostenlosen Download auf verschiedenen Webseiten. Auf diesem Tape wirkten erstmals bekannte Gastmusiker wie Meek Mill oder Tyga mit. Kurz darauf erschien sein drittes Mixtape mit dem Titel Wheels Up, auf dem Aufnahmen mit unter anderem 2 Chainz, Macklemore und Sean Kingston vorhanden sind.
Am 12. Juni 2012 veröffentlichte Kid Ink das Independent-Album Up & Away. Dieses Album wurde sein erster Charterfolg. Es stieg in den Vereinigten Staaten bis auf Platz 20 und in Kanada bis auf Nummer 78. Mehrere Songs des Albums wurden als Single veröffentlicht. Die erfolgreichste Auskopplung stellte der Track Time of Your Life dar. Produziert wurde das Lied von Ned Cameron. Die zweite Single-Auskopplung Lost in the Sauce folgte kurz darauf.
Am 21. November 2012 veröffentlichte Kid Ink ein weiteres Mixtape, welches den Namen Rocketshipshawty trägt. Dieses Mixtape war, so wie die vorherigen, lediglich als Promo gedacht und aufgrund dessen zum Download bereitgestellt. Er produzierte es während und nach seiner Europa-Tour.

### 2013–2014:Almost Home&My Own Lane
Am 28. Mai 2013 erschien eine EP mit dem Titel Almost Home. Sie erreichte etliche Chartplatzierungen, darunter mehrere Top-10-Erfolge in den R&B- und den Rap-Charts der USA, sowie in verschiedenen Black-Charts von Großbritannien. Auch in den offiziellen US-Album-Charts erreichte Almost Home die Top-50. Der Titel Bad Ass des Albums Almost Home war die erste Single-Auskopplung und erschien am 22. Januar 2013 erreichte Platz 90 der US-Billboard Hot 100. Obwohl der Song Money and the Power nicht als Single erschien, erreichte auch dieser durch etliche Downloads die Charts. In Deutschland rückte er bis auf Platz 70 vor.
Am 7. Januar 2014 veröffentlichte Kid Ink sein erstes Album mit dem Titel My Own Lane unter RCA. Gastauftritte hatten auf diesem Album bekannte Musiker wie Tyga (Iz U Down), Chris Brown (Show Me & Main Chick) sowie Machine Gun Kelly (No Miracles). My Own Lane stieg in die Charts zahlreicher Länder und erreichte unter anderem Platz 12 der deutschen, Platz 8 der Schweizer und Platz 3 der US-Album-Charts. Bereits vor der Album-Veröffentlichung erschien das Lied Show Me, das Kid Ink mit Chris Brown aufnahm, als Single. Das Lied stieg ebenfalls hoch in die Single-Charts und wurde sowohl mit mehreren Gold- als auch Platinschallplatten, für mehrere Millionen Verkäufe ausgezeichnet. Obwohl die Lieder Iz U Down mit Tyga und Main Chick mit Chris Brown vorerst nicht als Single erschienen, erreichten sie durch starke Download-Verkäufe die deutschen Single-Charts. Sein Mixtape Batgang: 4B’s wurde am 25. August veröffentlicht und im Netz zum kostenlosen Download zur Verfügung gestellt.
Am 8. September 2014 veröffentlichte Kid Ink in Zusammenarbeit mit dem R&B-Sänger Usher und der Sängerin Tinashe das Lied Body Language, das bereits nach einer Woche in den deutschen Single-Charts stand. Das Musikvideo wurde bereits gedreht. Der Track soll die Ankündigung für sein zweites Studioalbum, das 2015 erscheinen wird, sein. Des Weiteren erschien ein offizieller Remix des Liedes Rude der kanadischen Reggae-Band Magic zusammen mit Ty Dolla $ign und Travis Barker.

### 2015:Full Speed& erfolgreiche Gastbeiträge
Die offizielle Bestätigung, dass ein neues Album erscheinen wird, gab Kid Ink Ende 2014. Im Dezember 2014 wurde ebenfalls ein Trailer zum offiziellen Musikvideo des Liedes Cool Back veröffentlicht. Der Track erschien parallel zur Veröffentlichung der Tracklist des Albums Full Speed am 15. Dezember 2014 als Vollversion inklusive Musikvideo auf YouTube. Eine Singleveröffentlichung fand nicht statt. Das Album wurde am 15. Dezember 2014 zum Vorverkauf auf iTunes bereitgestellt. Offizielles Release-Date war der 30. Januar 2015.
Am 25. Dezember 2014 wurde auch das Lied Blunted auf der digitalen Version von Full Speed als Download veröffentlicht. Das Musikvideo erschien am selben Tag. Als darauffolgende digitale Vorab-Single wurde das Lied Hotel am 9. Januar 2015 ausgekoppelt. Aufgenommen wurde Hotel in Zusammenarbeit mit Chris Brown. Das Lied konnte bis in die Top-3 der deutschen iTunes-Chart vorrücken. Auch die nächste iTunes-Single Like a Hott Boyy wurde ein Erfolg.
Das letzte zum Download freigegebene Lied Be Real übertraf selbst den Erfolg von Hotel und stand nach nur einem Tag auf Platz 1 der deutschen iTunes-Charts. Dem Track steuerte die US-amerikanische Rapperin Dej Loaf Vocals bei. Bereits eine Woche nach Veröffentlichung stand das Album hoch in den offiziellen Album-Charts zahlreicher Länder und auch Lieder wie Dolo gemeinsam mit R. Kelly erreichten allein durch hohe Download-Verkäufe die offiziellen Single-Charts. Am 6. August 2015 wurde Dolo als Nachzügler als Single ausgekoppelt, wodurch es jedoch keine große Erfolge mehr einholen konnte.
Gemeinsam mit der US-amerikanischen Girlgroup Fifth Harmony veröffentlichte Kid Ink im März 2015 das Lied Worth It, das in die Top-10 von über 15 Ländern einsteigen konnte und sich über vier Millionen Mal verkaufte. Das offizielle Musikvideo, in dem auch Kid Ink mitspielt zählte nach einem Jahr bereits über eine Milliarde Klicks auf YouTube. Nur kurz darauf erschien eine Zusammenarbeit mit dem norwegischen Hip-Hop-Duo Nico & Vinz und der US-amerikanischen Sängerin Bebe Rexha. Das Lied trägt den Titel That’s How You Know und erreichte internationalen Erfolg mit Chartplatzierungen in Australien, Deutschland, Niederlande und Schweden. In Australien erreichte der Track Platin- und in Neuseeland Gold-Status.

### 2015–2016:Ride Out&Summer in the Winter
Am 16. Februar 2015 erschien ohne jegliche vorherige Promotion das Lied Ride Out in Zusammenarbeit mit Rich Homie Quan, YG, Tyga und Wale im Internet. Noch am selben Tag feierte auch das offizielle Musikvideo Premiere. Nur wenige Webseiten berichteten wenige Tage vorher von dem, als offizieller Titel-Track des Films Fast & Furious 7 geltenden Song. Sowohl der Liedtext, als auch das Musikvideo, welches Szenen des Films zeigt, spielen auf diesen an. Das Lied wurde ein großer Erfolg und rückte unter anderem in Deutschland, Österreich und der Schweiz bis in die Top-30 vor.
Ende November 2015 kündigte Kid Ink das Erscheinen eines siebten Mixtapes an. Es wurde unter dem Titel Summer in the Winter am 25. Dezember 2015 veröffentlicht. Großer Beliebtheit erfreuten sich die Lieder Rewind, bei dem der US-amerikanische Sänger Akon mitwirkte, sowie der Song Promise, der in Zusammenarbeit mit Newcomer Fetty Wap entstand und sogleich die erste Single des Albums ist. Es schaffte den Sprung in die US-amerikanischen Single-Charts und wurde für eine halbe Million verkaufter Einheiten mit Gold ausgezeichnet. Das Album jedoch konnte nicht an den Erfolg der Vorgänger anschließen. Zudem arbeitete Kid Ink hier im Gegensatz zu My Own Lane und Full Speed weniger mit bekannten und erfolgreichen Musikern zusammen.
Am 7. August 2016 erschien in Zusammenarbeit mit Sänger und Rapper Jeremih sowie Spice das Lied Nasty. 20. September 2016 veröffentlichte er das Mixtape Rocketshipshawty 2. Bei diesem waren Kollaborationen mit unter anderem Juliann Alexander und Jeremih zu finden. Einen Monat später wurde das Lied One Day als erste Single-Auskopplung veröffentlicht. Dieses soll den Beginn seiner Karriere widerspiegeln. Ebenfalls wurde zu dem Lied Die In It ein Musikvideo gedreht.

### 2017:7 Series& Gastbeiträge in der EDM-Szene
Anfang 2017 erschien das Lied Swish, eine Kollaboration mit 2 Chainz, die die erste Single-Auskopplung aus der EP 7 Series darstellte. Es folgte der Song F with U als zweite offizielle Single. Diese wurde in Zusammenarbeit mit Ty Dolla $ign aufgenommen und erreichte Platz 52 der US-amerikanischen Single-Charts.
Am 27. Januar 2017 veröffentlichte das belgische DJ-Duo Dimitri Vegas & Like Mike zusammen mit Diplo und Kid Ink eine Neuversion ihres Liedes Hey Baby, mit der sie erneut in die deutschen Single-Charts einsteigen konnten und zudem an der Spitze der belgischen Single-Charts verweilten. Auch ein gemeinsames Musikvideo mit Kid Ink erschien. Mit Hey Baby war er erstmals seit der 2014 erschienenen Single Delirious mit Steve Aoki, Tujamo und Chris Lake in einer EDM-Produktion zu hören.
Am 10. Februar 2017 wurde der gemeinsame Track I Love You mit dem schwedischen DJ-Duo Axwell Λ Ingrosso veröffentlicht. Dieser stellt eine Mischung aus Electro-House und Electro-Pop dar und sprang kurz nach Veröffentlichung in die Charts zahlreicher Download-Portale. Der Refrain basiert auf einem, an Bitter Sweet Symphony von The Verve angelehnten Violinen-Sample. Ebenfalls im Februar 2017 erschien ein Remix der Little-Mix-Single Touch, auf dem ein zusätzlicher Part von Kid Ink zu hören ist.
Nach den beiden Promo-Singles Lottery und Supersoaka erschien im Mai 2017 die EP 7 Series, mit der er sich in den US-amerikanischen Album-Charts platzieren konnte. Unabhängig von der EP veröffentlichte Kid Ink das Lied Now It’s Personal, der Teil des Soundtracks des Videospiels Tekken 7 war. Ende 2017 folgte der als Promo-Single erschienene Song Bad Habit.

### 2018:Missed Calls
Am 5. Januar 2018 erschien die Single Tell Somebody, mit der er sich musikalisch in eine andere Richtung orientierte. Als Grund für die neue Entwicklung nannte er in einem Interview mit „HipHopDXe“ die Geburt seiner Tochter. Im Mai 2018 folgte der Song One Time, der als Soundtrack für die Air-Jordan-Dokumentation „Unbanned: The Legend Of AJ1“ agiert.
Am 15. Juni 2018 veröffentlichte Kid Ink das Lied Woop Woop, das laut seiner Aussage als Sommer-Song angedacht war, worauf auch das in Jamaika gedrehte Musikvideo anspielt. Produziert wurde der Track von Charlie Handsome und Rex Kudo.
Am 3. August 2018 erschien die Single Big Deal. Diese entsprach einem weitaus aggressiveren Stil, als sein Vorgänger. Als Produzent wirkte hier das Musiker-Team Bankroll Got It mit. Der Song stellte den Auftakt für seine kommende EP Missed Calls dar. Das offizielle Musikvideo folgte am 23. September 2018. Mit Cana folgte am 17. August 2018 eine Kollaboration mit dem US-amerikanischen Rapper Robert Davis alias 24hrs.
No Budget wurde am 2. November 2018 als zweite und letzte Vorab-Single aus der EP veröffentlicht. Dabei handelt es sich um eine Kollaboration mit Rich The Kid. Missed Calls erschien als 7-Track-EP am 14. Dezember 2018. Mit dabei waren Kollaborationen mit Lil Wayne, Saweetie und Valee. Sowohl der Extended Play, als auch die daraus vorhergegangenen Singles, konnten nicht an den Erfolg von Full Speed und dessen Auskopplungen anschließen.

## Diskografie
Studioalben

| Jahr | Titel Musiklabel                                       | Höchstplatzierung, Gesamtwochen, AuszeichnungChartplatzierungen (Jahr, Titel, Musiklabel, Platzierungen, Wochen, Auszeichnungen, Anmerkungen) | Höchstplatzierung, Gesamtwochen, AuszeichnungChartplatzierungen (Jahr, Titel, Musiklabel, Platzierungen, Wochen, Auszeichnungen, Anmerkungen) | Höchstplatzierung, Gesamtwochen, AuszeichnungChartplatzierungen (Jahr, Titel, Musiklabel, Platzierungen, Wochen, Auszeichnungen, Anmerkungen) | Höchstplatzierung, Gesamtwochen, AuszeichnungChartplatzierungen (Jahr, Titel, Musiklabel, Platzierungen, Wochen, Auszeichnungen, Anmerkungen) | Höchstplatzierung, Gesamtwochen, AuszeichnungChartplatzierungen (Jahr, Titel, Musiklabel, Platzierungen, Wochen, Auszeichnungen, Anmerkungen) | Anmerkungen                                                |
| Jahr | Titel Musiklabel                                       | DE | AT | CH | UK | US | Anmerkungen                                                |
| ---- | ------------------------------------------------------ | --- | --- | --- | --- | --- | ---------------------------------------------------------- |
| 2012 | Up & Away Tha Alumni Music Group                       | — | — | — | — | US20 (3 Wo.)US | Erstveröffentlichung: 12. Juni 2012                        |
| 2014 | My Own Lane Tha Alumni Music Group / RCA Records (SME) | DE12 (5 Wo.)DE | AT16 (1 Wo.)AT | CH8 (4 Wo.)CH | UK34 Silber · (6 Wo.)UK | US3 Platin · (21 Wo.)US | Erstveröffentlichung: 7. Januar 2014 Verkäufe: + 1.107.500 |
| 2015 | Full Speed Tha Alumni Music Group / RCA Records (SME)  | DE10 (5 Wo.)DE | AT12 (2 Wo.)AT | CH7 (5 Wo.)CH | UK10 Silber · (3 Wo.)UK | US14 Gold · (25 Wo.)US | Erstveröffentlichung: 30. Januar 2015 Verkäufe: + 567.500  |